# Грей, Катерина
Катерина Грей (англ. Catherine Grey, употреблялось также написание Katherine или Katharine; август 1540 — 26 января 1568) — средняя из сестёр Грей. Её старшей сестрой была «Девятидневная королева» Джейн Грей, младшей — Мария Грей.

## Биография

### Семья и роль в линии наследования
Леди Катерина была второй из дочерей супругов Грей, выживших в младенчестве. Её отцом был Генри Грей, 3-й маркиз Дорсет, матерью — леди Фрэнсис Брэндон, дочь Чарльза Брэндона, 1-го герцога Саффолка, и бывшей королевы Франции Марии Тюдор.
Мария Тюдор была дочерью короля Генриха VII и Елизаветы Йоркской и приходилась младшей сестрой королю Генриху VIII. Её внучки сёстры Грей — Джейн, Катерина и Мария, согласно Акту о престолонаследии от 1543 года и завещанию Генриха VIII, были упомянуты среди наследников трона Англии после детей короля — Эдуарда, Марии и Елизаветы. Представители династии Стюартов, потомков старшей сестры Генриха VIII, королевы Шотландии Маргарет Тюдор (в частности её дочь Маргарет Дуглас и внучка Мария Стюарт), не фигурировали в числе претендентов на престол, но неоднократно заявляли о своих притязаниях на корону во время правления Елизаветы Тюдор.
Генрих VIII скончался в 1547 году, а его сын король Эдуард VI Тюдор умер неженатым и бездетным в 1553 году. Сменившая Эдуарда в ходе государственного переворота леди Джейн Грей была свергнута всего лишь через несколько дней после восшествия на трон и впоследствии казнена. Пришедшая к власти Мария I Тюдор не смогла родить наследника, и после её смерти в 1558 году королевой стала Елизавета. Уже в начале её правления был поднят вопрос о преемнике, поскольку она до сих пор оставалась незамужней и бездетной, и было совершенно непонятно, кого она выберет себе в супруги. Из всей череды наследников, обозначенных в завещании Генриха VIII, к началу 1560-х годов в живых оставались четверо: сама Елизавета, Катерина Грей, Мария Грей и Маргарет Клиффорд. Шансы Катерины как вероятной престолонаследницы считались наиболее высокими, тем более, что Стюарты вовсе были исключены из линии наследования, однако Елизавета всячески избегала каких-либо разговоров о назначении преемника.

### Ранние годы и первый брак

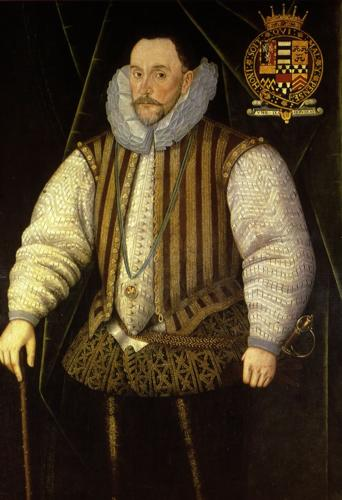
Первый супруг Катерины, лорд Генри Герберт

Первые годы жизни Катерина провела с сёстрами Джейн и Марией в поместье Брадгейт. Церковные реформы, начатые королём Генрихом VIII, отразились и на воспитании девочек. Их родители были ярыми последователями новой религии, и сёстры Грей стали представителями первого поколения в Англии, воспитанного в соответствии с её догматами. Кроме того, по обычаям своего времени они обучались подобающим их статусу занятиям вроде шитья, кулинарии, ведения домашнего хозяйства, танцев и игры на музыкальных инструментах, а также получили превосходное образование, упор в котором был сделан на изучение иностранных и древних языков: латыни, древнегреческого, французского и итальянского. Одним из общих наставников сестёр был Джон Эйлмер, выпускник Кембриджского университета, а древнегреческий язык Катерина учила под руководством Томаса Хардинга, профессора из Оксфордского университета. Она не проявляла тяги к знаниям и не была столь усердна в занятиях, как её старшая сестра Джейн, снискавшая впоследствии славу одной из самых блестяще образованных и умных женщин своего времени, но, благодаря внешней привлекательности, обаянию и сходству со своей бабушкой, французской королевой Марией, Катерина считалась самой красивой из сестёр Грей.
Её первым мужем стал лорд Генри Герберт, сын Уильяма, 1-го графа Пембрука, и племянник королевы Катарины Парр. Предположительно, помолвка Катерины и Генри обсуждалась их родителями ещё в начале 1550-х годов. Также, породнившись с семьёй своего политического союзника Генри Грея, Пембрук рассчитывал укрепить свой статус при королевском дворе. Свадьба Катерины и Генри состоялась в тот же день, что и свадьба её старшей сестры Джейн с Гилфордом Дадли — 21 мая (или 25 мая) 1553 года в Дарем-хаусе на Стрэнде. Оба этих брака были заключены с целью не допустить прихода к власти католической партии во главе с принцессой Марией Тюдор, дочерью Генриха VIII и Екатерины Арагонской. Король-протестант Эдуард VI, находившийся на тот момент при смерти, изменил порядок наследования (неясно, по своей ли воле или под давлением Джона Дадли, герцога Нортумберленда), исключив из круга претендентов принцессу Марию, её единокровную сестру принцессу Елизавету и леди Фрэнсис Брэндон и назначив своей преемницей леди Джейн и её будущих наследников. Король скончался 6 июля 1553 года, а уже 10 июля Джейн Грей была провозглашена королевой, согласно новому порядку престолонаследия.
Ещё в дни правления Джейн, граф Пембрук, свёкор Катерины, принял решение перейти на сторону принцессы-католички, и 19 июля 1553 года Джейн была низложена, а законной королевой объявили Марию. За те несколько недель, что они были женаты, Катерина сблизилась со своим мужем Генри, но теперь семья Грей впала в немилость, а сам Пембрук едва избежал их участи. Он ни при каких обстоятельствах не мог допустить, чтобы невестка забеременела, и, пытаясь дистанцироваться от новых родственников, он выставил её из дома. Катерине надлежало вернуться к своей семье и жить вместе с матерью и младшей сестрой Марией. Её брак с Генри Гербертом был аннулирован около 1555 года, хотя оба утверждали, что их супружество было довершено должным образом.
Поскольку леди Фрэнсис Брэндон, как и её мать Мария Тюдор, в своё время оказывали поддержку и сочувствие первой жене Генриха VIII Екатерине Арагонской и самой Марии, то вскоре после вступления на трон новая королева разрешила ей и её дочерям — Катерине и Марии — возвратиться ко двору. Уже в июле 1554 года дамы семейства Грей были включены в свиту Марии. Из опасений быть уличённой в симпатиях к протестантизму, леди Фрэнсис напутствовала дочерей скрывать свои истинные религиозные убеждения и демонстрировать приверженность католицизму. Приблизительно через год она во второй раз вышла замуж и покинула двор вместе с младшей дочерью, Катерина же оставалась фрейлиной при королеве Марии, которая всегда была особенно добра к ней.

### При королевском дворе
Обустроившись при королевском дворе (как родственница королевы, она имела право на отдельные покои), Катерина сдружилась с Джейн Сеймур, дочерью лорда-протектора Сомерсета, с которой она была знакома с детства. Леди Джейн приходилась племянницей покойной королеве Джейн Сеймур и была названа в её честь. Летом 1558 года Джейн и Катерина гостили в доме Сеймуров в Ханворте, где Катерина познакомилась с братом Джейн, Эдуардом Сеймуром, графом Хартфордом. Между Катериной и Эдуардом завязались романтические отношения, и, хотя его мать была категорически против этого союза, в марте 1559 года Хартфорд просил у леди Фрэнсис руки её дочери, но получил от неё уклончивый ответ. Она была согласна на их брак, но лишь в том случае, если он будет угоден новой королеве Елизавете, занявшей престол после смерти Марии. Тем не менее незадолго до своей смерти в ноябре 1559 года леди Фрэнсис написала письмо королеве с просьбой разрешить Катерине выйти замуж за Хартфорда, но оно, вероятно, так и не было отправлено.
Королева на тот момент ещё не была осведомлена о планах графа Хартфорда и Катерины, а те, кому было известно об их отношениях, настоятельно советовали Хартфорду повременить с помолвкой. Елизавета не испытывала тёплых чувств к Катерине, отчасти из-за того, что та как предполагаемая наследница представляла для неё угрозу, а также и потому, что семейство Грей не признавало второй брак короля Генриха VIII с Анной Болейн, матерью Елизаветы и, более того, открыто выражало своё презрение королеве Анне. Став королевой, Елизавета позволила Катерине остаться при дворе в качестве фрейлины, хотя и не включила её в число особо приближённых, закрыв ей доступ в свои личные покои и надеясь воспрепятствовать интригам со стороны её политических сторонников и друзей.
Но поскольку Елизавета не спешила с выбором супруга, несмотря на давление со стороны парламента, Катерину Грей воспринимали как её полноправную наследницу. Монархи других европейских государств поддерживали связь с Катериной через своих посланников, и особое её расположение снискал испанский посланник граф Фериа, которому она жаловалась на угнетения и оскорбления со стороны Елизаветы и её нежелание назвать Катерину преемницей. Фериа не выносил Елизавету и считал, что Катерина была бы подходящей её заменой, учитывая нестабильное положение новой королевы на троне. К тому же Катерина уверила его, что стала католичкой, из-за чего у неё случился разлад с семьёй. И тогда Фериа осведомился, не желала бы она рассмотреть вариант брака с кем-нибудь из семьи короля Филиппа Испанского. Так как Хартфорд при потворстве своей матери уже в течение нескольких месяцев не возобновлял с ней разговоров о помолвке, Катерина пообещала Фериа не соглашаться на брачные предложения без его разрешения.
В Испании эту информацию от посланника восприняли весьма серьёзно и начали разрабатывать планы, как тайно вывезти Катерину из Англии. К середине 1559 года распространились слухи о подготовке к похищению Катерины и её последующего брака с доном Карлосом или с кем-либо ещё из Габсбургов. Узнав об этом, Елизавета сменила тактику обращения с племянницей. Внешне она, казалось, симпатизировала Катерине и даже изъявляла желание удочерить её, «хотя вряд ли можно сказать, что их связывают чувства, подобные тем, что существуют между матерью и ребёнком», — отмечал сменивший графа Фериа посланник де ла Куадра. Однако последующие события привели к крушению планов Катерины Грей когда-либо занять трон Англии.

### Второй брак

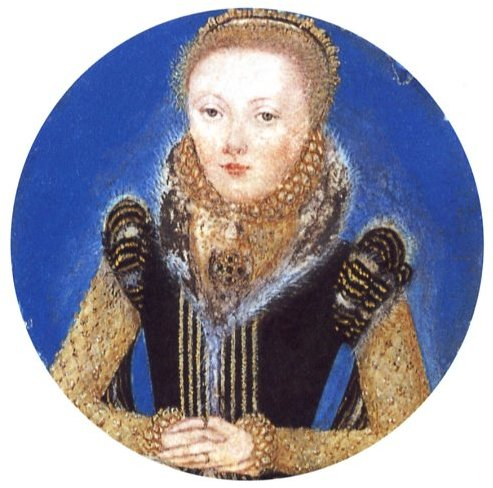
Королева Елизавета Тюдор. Миниатюра работы Левины Теерлинк, ок. 1565 года

Интриги испанцев относительно Катерины Грей довольно быстро прекратились в связи с событиями во Франции. В июле 1559 года на турнире погиб король Генрих II Валуа, на тот момент союзник Филиппа Испанского. Если бы Катерину увезли в Испанию, Филипп рисковал приобрести непримиримого врага в лице королевы Елизаветы, и он счёл, что подобные действия того не стоят. Сама Катерина и вовсе не придавала большого значения этим проектам. Во время летнего королевского путешествия по городам она вновь сблизилась с Хартфордом, и в октябре 1559 года он снова попросил у леди Фрэнсис позволения жениться на Катерине. Леди Фрэнсис и её второй муж Эдриан Стоукс посоветовали Хартфорду сперва заручиться поддержкой Тайного совета и даже сделали черновик письма к королеве с просьбой согласиться на этот брак, но в конце ноября леди Фрэнсис скончалась, и подготовка к помолвке была отложена.
Решив действовать самостоятельно, Катерина и Хартфорд тайно поженились в конце 1560 года. Церемония состоялась в доме Эдуарда, их обвенчал католический священник, и Джейн Сеймур была единственной свидетельницей. Не было никаких официальных записей, регистрирующих этот союз, что давало основание признать его недействительным, тем более что Катерина не получала разрешение на вступление в брак от Елизаветы.
Хотя этот брак оставался тайной для всех, многие заметили, что леди Грей и граф Хартфорд оказывают друг другу повышенное внимание. Придворные, включая Уильяма Сесила, настоятельно рекомендовали Катерине воздержаться от столь явной симпатии к Хартфорду, но она отрицала любые домыслы. Некоторое время спустя, во избежание распространения неприятных сплетен, Елизавета отправила Хартфорда и Томаса Сесила, старшего сына Уильяма Сесила, во Францию в целях улучшения образования. Уезжая, Эдуард оставил жене документ, удостоверявший законность их брака, а также в случае его смерти её право на наследство. Но Катерина потеряла документ, и после смерти леди Сеймур в марте 1561 года от туберкулёза не осталось больше никаких доказательств этого брака.
Катерина не обмолвилась и словом о своём замужестве, даже забеременев, но когда её беременность достигла восьмимесячного срока, она отправила письмо Хартфорду, умоляя его немедленно вернуться в Англию, но письмо было перехвачено и вскрыто королевским информатором, исполнявшим обязанности курьера. Катерине в принудительном порядке было предписано сопровождать королеву в летнем путешествии по Англии. Уже в Ипсвиче, доведённая до отчаяния, Катерина решила просить поддержки у придворных, пользовавшихся благосклонностью королевы. Сначала она обратилась за помощью к одной из влиятельных фрейлин, леди Сент Лоу, но та, опасаясь гнева Елизаветы, наотрез отказалась помогать в столь щекотливом деле, ведь поступок Катерины и Хартфорда мог быть расценен как предательство, а за это полагалась смертная казнь. Катерина же, не теряя надежды, тайком наведалась в покои фаворита королевы Роберта Дадли, умоляла его о помощи, но тот, из страха быть скомпрометированным её ночным визитом, сразу же доложил обо всём Елизавете.
Королева была вне себя от гнева на Катерину: её брак, как представительницы династии Тюдоров и потенциальной наследницы престола, — вопрос государственной важности, а она посмела выйти замуж без королевского дозволения. Незамужняя и бездетная Елизавета также опасалась, что если у Катерины родится сын, это может спровоцировать государственный переворот в поддержку леди Грей. Леди Сент Лоу арестовали, поскольку Елизавета была убеждена в её причастности, а также в том, что всё случившееся было частью заговора против неё.
Вскоре и Катерина была заключена в Тауэр, куда позже к ней присоединился её муж, граф Хартфорд, вернувшийся из Франции. Во время пребывания в заключении Катерина и Хартфорд часто виделись, чему способствовал служитель Тауэра Эдуард Уорнер, отнёсшийся с сочувствием к молодым супругам. В целях выяснения всех обстоятельств этой тайной свадьбы допросам были подвергнуты Катерина, Эдуард, вся их прислуга, а также брат Хартфорда, Генри. Супруги не смогли предоставить никаких доказательств законности их брака: не было записей, официально удостоверяющих брак, не было свидетелей, даже имя священника, обвенчавшего их, также не было известно, так как его приглашала покойная леди Джейн Сеймур.
Тем временем, пока шли разбирательства, 21 сентября 1561 года Катерина родила в Тауэре своего первенца, названного Эдуардом, традиционным для семейства Сеймур именем.

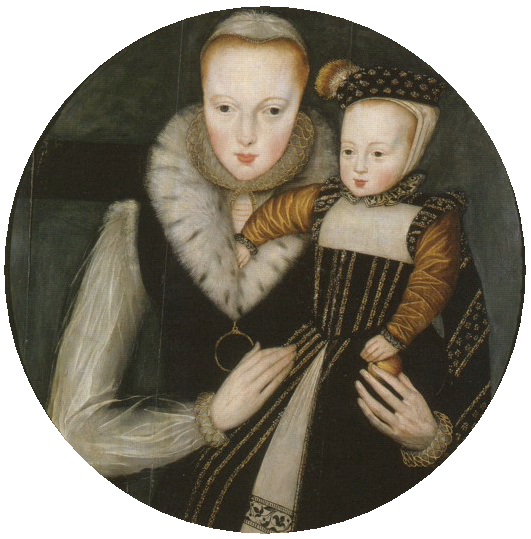
Катерина Грей с сыном Эдуардом. Миниатюра работы неизвестного художника, ок. 1562 года

Делом Катерины занялась церковь, и после долгих споров 10 мая 1562 года архиепископ Кентерберийский Мэттью Паркер вынес решение: брак не был узаконен по церковным канонам, и следовательно недействителен и подлежит аннулированию, а сын леди Грей и графа Хартфорда был объявлен незаконнорождённым. Хартфорду же предписали внести в казну штраф в размере 15 тыс. марок (позднее сумма была сокращена до 3 тыс. марок) за «соблазнение девственницы королевской крови».
Леди Грей с Хартфордом по-прежнему оставались в Тауэре, и, несмотря на все запреты, продолжали сожительствовать как супруги. В феврале 1563 года Катерина родила второго сына — Томаса, получившего своё имя в честь двух некогда казнённых родственников: Томаса Сеймура и лорда Томаса Грея. Узнав об этом, королева потеряла терпение и начисто утратила какие-либо добрые чувства к Катерине. По приказу Елизаветы пара была разлучена: Эдуард вместе со старшим сыном отправлен под домашний арест к своей матери герцогине Сомерсет в Ханворт, Катерина с малюткой Томасом — к Джону Грею, своему дяде, в Эссекс.

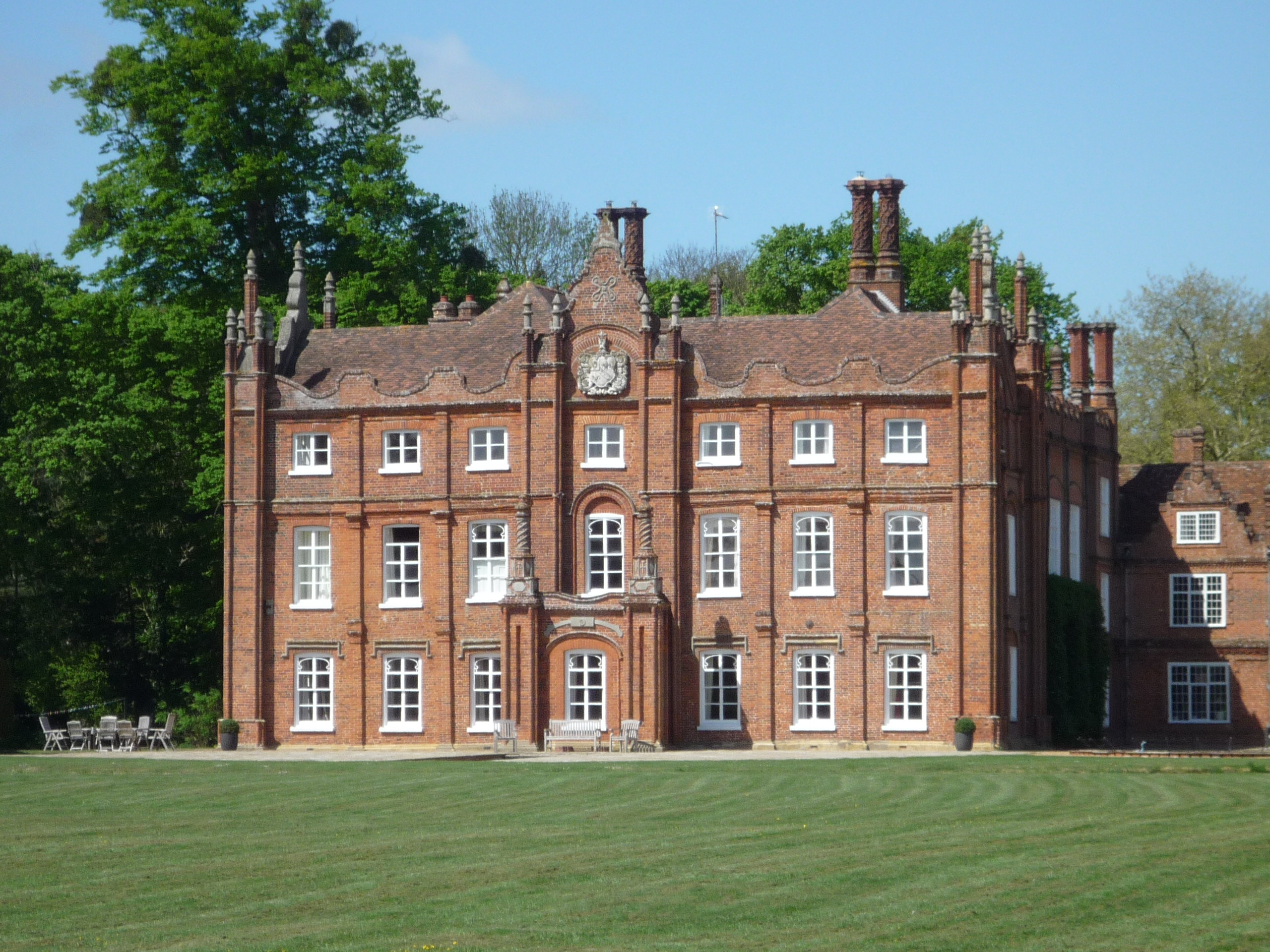
Особняк Кокфилд Холл, в котором Катерина провела последние месяцы жизни

Несмотря на опальное положение, Катерина всё же оставалась главной претенденткой на трон Англии. Рождение двух здоровых сыновей укрепило её позиции, это обеспечивало преемственность. Но состояние её здоровья ухудшалось. После смерти в 1564 году Джона Грея, Катерина сменила нескольких опекунов, пока, наконец, в сентябре 1567 года не переехала в Кокфилд Холл в графстве Саффолкшир, где её смотрителем был назначен сэр Оуэн Хоптон. К тому времени она уже была тяжело больна. Королевские врачи, осмотрев её, пришли к выводу, что это последняя стадия туберкулёза, и помочь ей уже невозможно. В январе 1568 года Хоптон сообщил в письме Сесилу, что Катерина при смерти.
Леди Катерина Грей умерла 26 января 1568 года в возрасте около 27 лет и была похоронена в Йоксфорде 21 февраля. Королева Елизавета приказала сэру Оуэну Хоптону позаботиться о похоронах и всех сопутствующих церемониях. Хотя местом погребения Катерины стала скромная местная церковь, а не Вестминстерское аббатство, где покоилась её мать и другие королевские родственники, похороны прошли в соответствие с рангом принцессы из дома Тюдоров. Её супруг, граф Хартфорд, надолго пережил её, скончавшись в 1621 году. Их внук, Уильям Сеймур, в том же году перезахоронил тело Катерины Грей в Солсберийском соборе рядом с Хартфордом. Алебастровое надгробие, возведённое над их могилой, сохранилось и по сей день. Эффигия Катерины расположена чуть выше над эффигией Хартфорда в знак её королевского статуса.

### Наследники
Вскоре после смерти Катерины графу Хартфорду было дозволено вернуться ко двору. На протяжении всей оставшейся жизни он подавал прошения о признании его сыновей законнорождёнными, а также о восстановлении их в правах наследников английского престола. В 1608 году Хартфорд предпринял поиски того священнослужителя, который обвенчал их с Катериной более сорока лет назад. Ему удалось отыскать его, но несмотря на предоставленные доказательства законности брака Хартфорда и Катерины Грей, король Яков Стюарт дал согласие признать права виконта Бошана и его потомков только на наследование графского титула. Он отказался подтвердить легитимность прав Сеймуров на корону, поскольку как и Елизавета Тюдор, не мог допустить угрозы своему положению от других претендентов на престол Англии.

## В культуре
Катерина Грей является главным действующим лицом исторического романа британской писательницы и историка Алисон Уир «Опасное наследство», а также одной из главных героинь романа Филиппы Грегори «Последняя из рода Тюдор».